# Charlotte Mäder

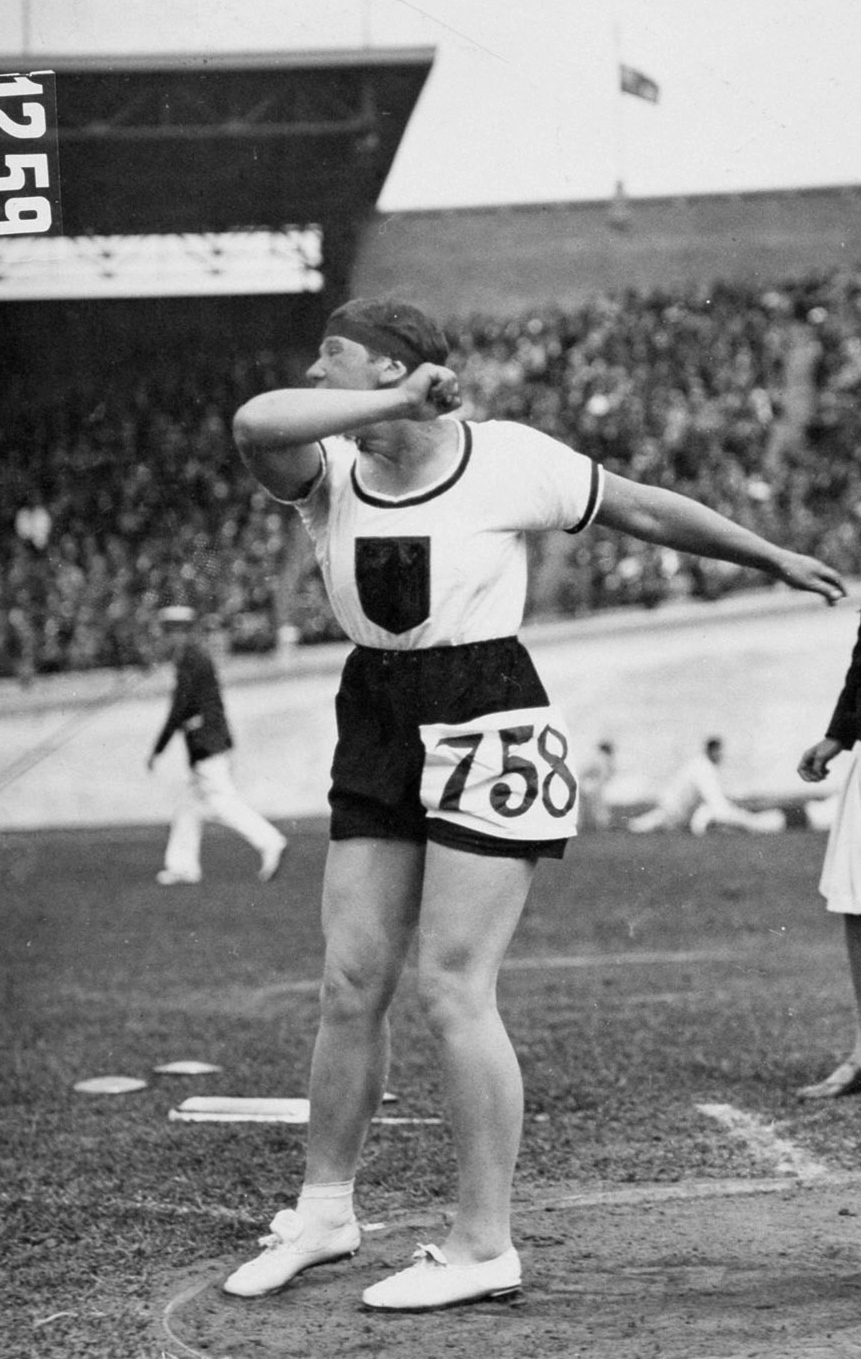
Charlotte Mäder 1928

Charlotte Mäder (* 18. Juli 1905 in Bernau bei Berlin; † unbekannt) war eine deutsche Leichtathletin, die in den 1920er Jahren erfolgreich war und für den Sportclub Bernau startete.

## Leben
Charlotte Mäder trat in allen drei damals von Frauen betriebenen technischen Disziplinen – Kugelstoßen, Diskus- und Speerwurf – an. Sie war verheiratet, ihr Ehename war Seewald.

## Erfolge

### Deutsche Meisterschaften
- 1923, 1924, 1926 und 1927 Deutsche Vizemeisterin im Diskuswurf
- 1925 Deutsche Vizemeisterin im Speerwurf

Hinzu kommen zwei dritte Plätze bei den Deutschen Meisterschaften 1924 und 1925 im Kugelstoßen.

### Weltbestenliste
Darüber hinaus konnte sie sich mehrfach unter die ersten Zehn der Weltbestenliste platzieren:
- 1926: Platz 3 Diskus 36,20 m, erzielt am 22. August in Braunschweig
- 1927:
  - Platz 6 Kugel 10,71 m, erzielt am 12. Juni in Berlin
  - Platz 6 Diskus 33,69 m, erzielt am 6. August in Breslau
- 1928: Platz 7 Diskus 36,87 m, erzielt am 17. Juni in Zepernik
- 1929: Platz 4 Diskus 37,51 m, erzielt am 1. September in Berlin
- 1930: Platz 5 Diskus 37,65 m, erzielt am 13. September in Berlin

Als persönliche Bestleistungen werden für sie angegeben:
- Kugel: 10,83 m, erzielt am 12. Mai in Berlin (Diese Weite bedeutete auf der Weltrangliste jedoch nur Platz 17).
- Diskus: 37,65 m, erzielt am 13. September in Berlin
- Speer: 29,62 m, erzielt am 22. August 1926 in Braunschweig

### Olympische Spiele
Im Jahr 1928 nahm sie an den Olympischen Spielen in Amsterdam teil, bei denen erstmals leichtathletische Wettkämpfe für Frauen ausgetragen wurden. Da Kugelstoßen und Speerwurf nicht auf dem Programm standen, startete sie nur im Diskuswurf. Während ihre Mannschaftskameradinnen Grete Heublein und Emilie Reuter sich mühelos für das Finale der besten sechs qualifizierten, kam Charlotte Mäder mit 32,22 m nur auf Platz neun.